# Лавров, Олег Леонидович
Олег Леонидович Лавров (род. 27 апреля 1965 года, Пермь, Пермский край, РСФСР, СССР) — российский государственный и политический деятель. Заместитель председателя Правительства Ставропольского края с 15 ноября 2021 года.
Депутат Государственной Думы Федерального собрания Российской Федерации VII созыва (5 октября 2016 – 12 октября 2021).. Член Центральной избирательной комиссии Российской Федерации (9 марта 2011 – 5 октября 2016).

## Биография
Олег Леонидович Лавров родился 27 апреля 1965 года, Пермь, Пермский край.
В 1987 года окончил Военный инженерный институт им. А. Ф. Можайского (ныне — Военно-космическая академия им. А. Ф. Можайского), в 1996 г. — Военную академию им. Ф. Э. Дзержинского (ныне — Военная академия Ракетных войск стратегического назначения им. Петра Великого).
Также обучался в Московском государственном университете им. М. В. Ломоносова по программам «Психология государственной гражданской службы Российской Федерации» и «Правовое регулирование государственной гражданской службы Российской Федерации».
С 1982 по 2000 год проходил службу на разных инженерных и командных должностях в Советской Армии СССР и в Вооруженных силах РФ, до 1993 года проходил службу на космодроме «Байконур». Позже проходил службу старшим научным сотрудником в Научно-исследовательском институте Министерства обороны Российской Федерации. Полковник запаса.
С 2000 года, после увольнения из Вооружённых Сил находился на партийной работе, работал в Аппарате фракции ЛДПР в Государственной Думе.
Являлся помощником депутата Государственной Думы, председателя ЛДПР В. В. Жириновского.
С 2001 по 2009 год был председателем центральной контрольно-ревизионной комиссии ЛДПР, в 2009 году избран в состав Высшего Совета партии.
С 2003 по 2011 год работал в Государственной Думе в должности руководителя аппарата фракции ЛДПР.
В 2007 году выдвигался в Государственную Думу по спискам ЛДПР, по результатам выборов в Думу не прошёл.
С 2011 по 2016 год работал в Центральной избирательной комиссии Российской Федерации в должности члена комиссии с правом решающего голоса.
В 2011 году был включен в кадровый резерв Президента Российской Федерации.
В сентябре 2016 года баллотировался в Государственная Дума во главе списка ЛДПР от Санкт-Петербурга. По результатам распределения избран депутатом Государственной Думы Федерального собрания Российской Федерации VII созыва.
11 ноября 2021 года назначен на должность заместителя председателя Правительства Ставропольского края.

## Законотворческая деятельность
Во время работу депутатом Государственной Думы внес на рассмотрение парламента 9 законопроектов.

## Награды
- Почетная грамота Президента Российской Федерации.